# Capul Nord

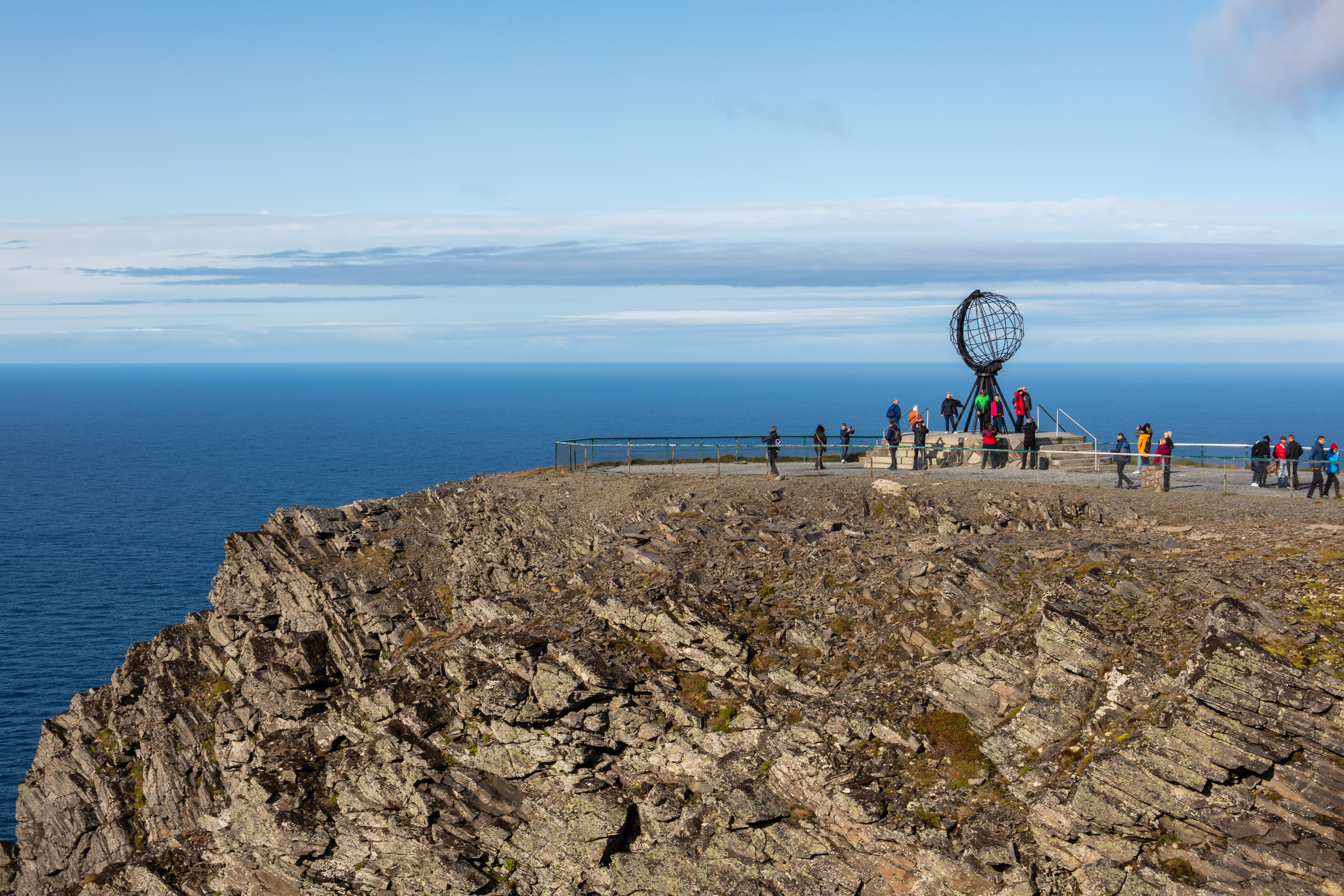
Capul Nord

Capul Nord (în norvegiană Nordkapp; în sami Davvenjárga) este un cap aflat pe coasta de nord a insulei Magerøya din Norvegia de Nord, pe teritoriul administrativ al comunei Nordkapp din județul Finnmark, Norvegia. Drumul European E69 are aici capătul său nordic, întrucât locația este o populară atracție turistică. Capul include și o stâncă de 307 m înălțime cu un platou mare aflat pe partea de sus, de unde vizitatorii pot sta și urmări soarele de la miezul nopții și Marea Barents la nord. Un nou centru pentru vizitatori a fost construit în anul 1988, pe platou cu vedere panoramică, o cafenea, restaurant, oficiu poștal, magazin de suveniruri, și un așa-numit super-video cinema.

## Geografie

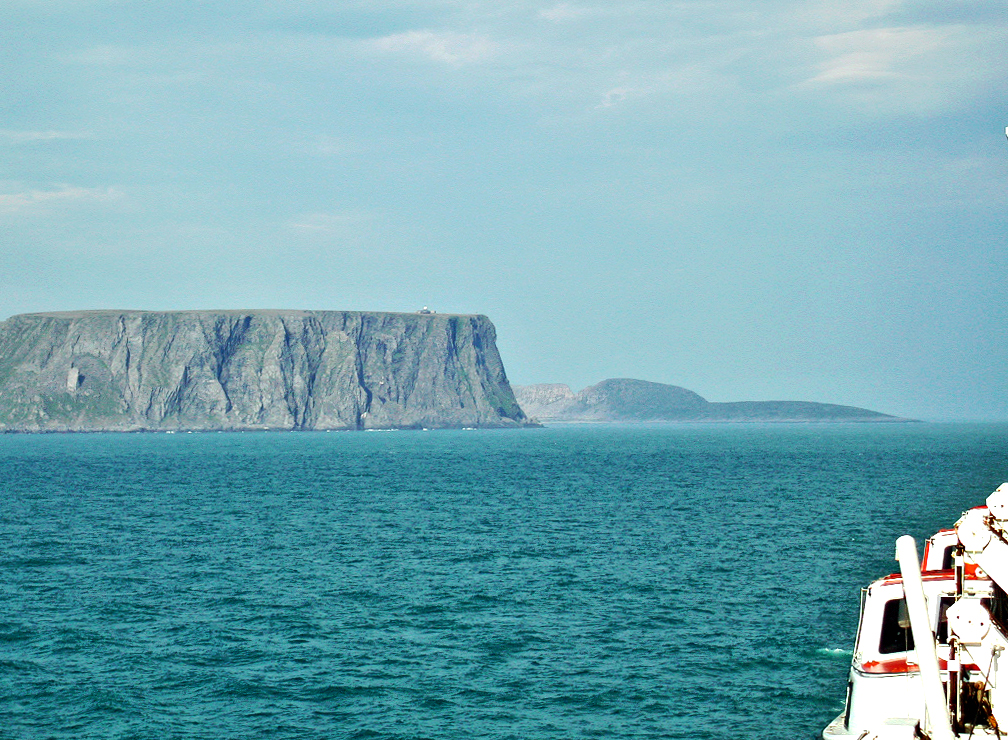
Capul nord cu Knivskjellodden în fundal

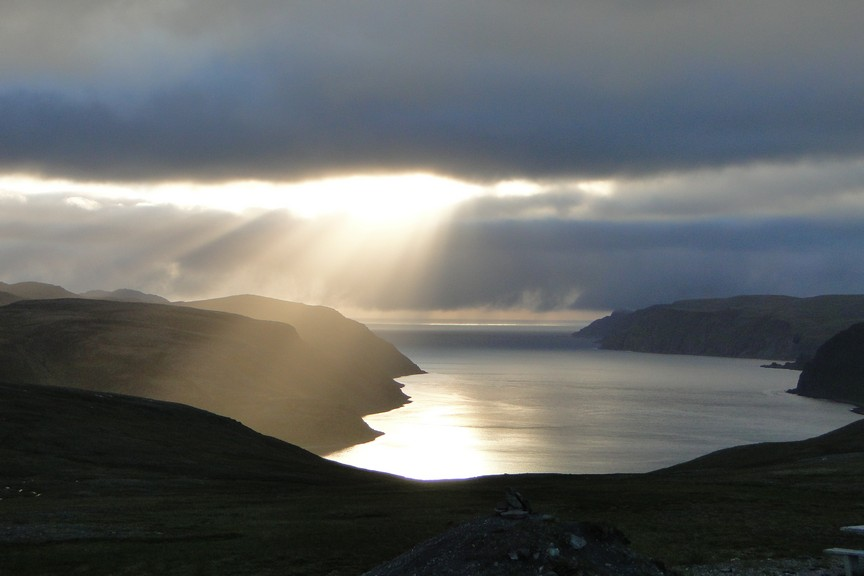
În apropiere de Capul Nord

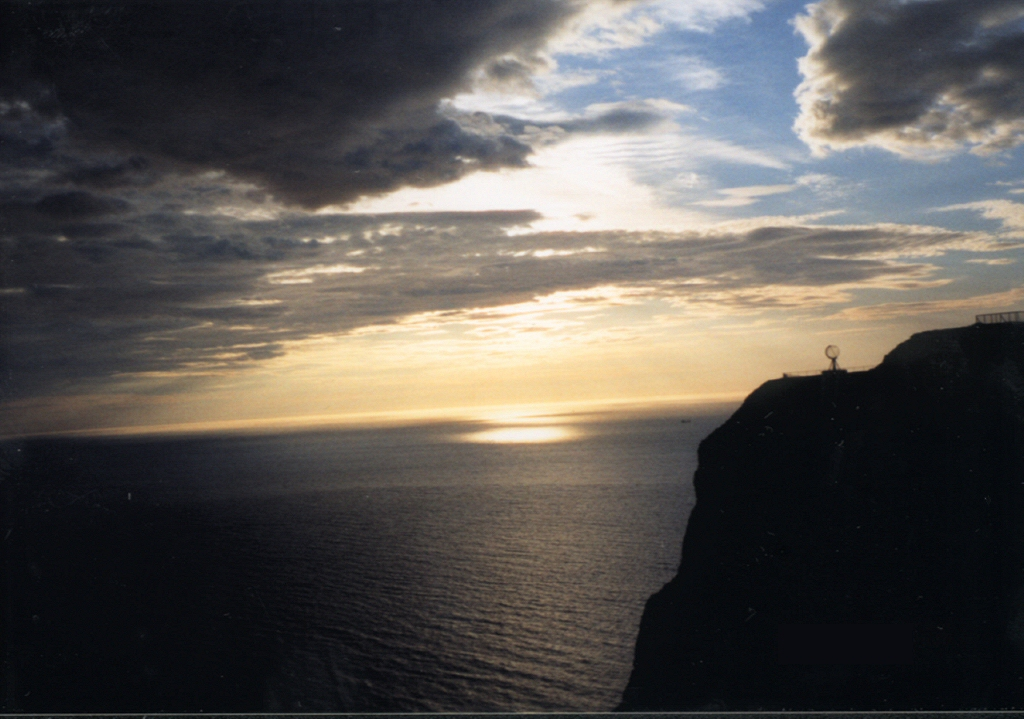
Soarele de la miezul nopții și nori la Capul Nord

Stâncă abruptă a Capului Nord este situată la 71°10′21″N 25°47′04″E / 71.17250°N 25.78444°E, la circa 2.102,3 km de Polul Nord. Este adesea menționată ca fiind cel mai nordic punct al Europei. Cu toate acestea, punctul vecin Knivskjellodden, aflat imediat la vest, se extinde cu 1457 m mai la nord. În plus, ambele aceste puncte sunt situate pe o insulă; cel mai nordic punct al Europei continentale propriu-zise este situat la Capul Nordkinn⁠(d) (Kinnarodden) care se află la circa 5,7 km mai spre sud și la circa 70 km la est. Acest punct este situat în apropiere de satul Mehamn de pe peninsula Nordkinn. Cel mai nordic punct al Europei, incluzând insulele, este la câteva sute de kilometri mai la nord, fie în Țara Franz Josef din Rusia, fie în arhipelagul norvegian Svalbard, în funcție de alegerea dacă Țara Franz Josef este considerată a fi parte a Europei sau a Asiei.
Capul Nord este punctul în care Marea Norvegiei, parte a Oceanului Atlantic, se întâlnește cu Marea Barents, parte a Oceanului Arctic. Soarele de la miezul nopții poate fi văzut din 14 mai până la 31 iulie. Soarele atinge punctul său cel mai scăzut la orele 0:14 – 0:24 în aceste zile.

## Transport
Capul Nord se atinge de Drumul European E69⁠(d) prin Tunelul Capul Nord⁠(d), un tunel submarin care leagă insula Magerøya⁠(d) de continent. Ruta ciclistă EuroVelo EV1 pornește de la Capul Nord până la Sagres⁠(d), Portugalia—o distanță de 8196 km de uscat și pe mare.
Rute regulate de autobuz duc de la orașul apropiat Honningsvåg la Capul Nord (36 km), și autocarele completează navele de croazieră care ancorează în portul de Honningsvåg. Cel mai apropiat aeroport este Aeroportul Honningsvåg, Valan (cod IATA: HVG).

### Iarna
Capul Nord se poate vizita și pe timp de iarnă, ultima porțiune de drum fiind însă deschisă doar pentru mers în convoi la ore fixe. Drumul care parcurge toată Norvegia până la Capul Nord este ținut deschis în timpul iernii și este accesibil vehiculelor obișnuite, fiind necesare anumite măsuri de precauție pentru condus de iarnă, pe zăpadă și în condiții de vânt. Înainte de aceasta, E69 era singurul drum european închis pe timp de iarnă.

## Istoria

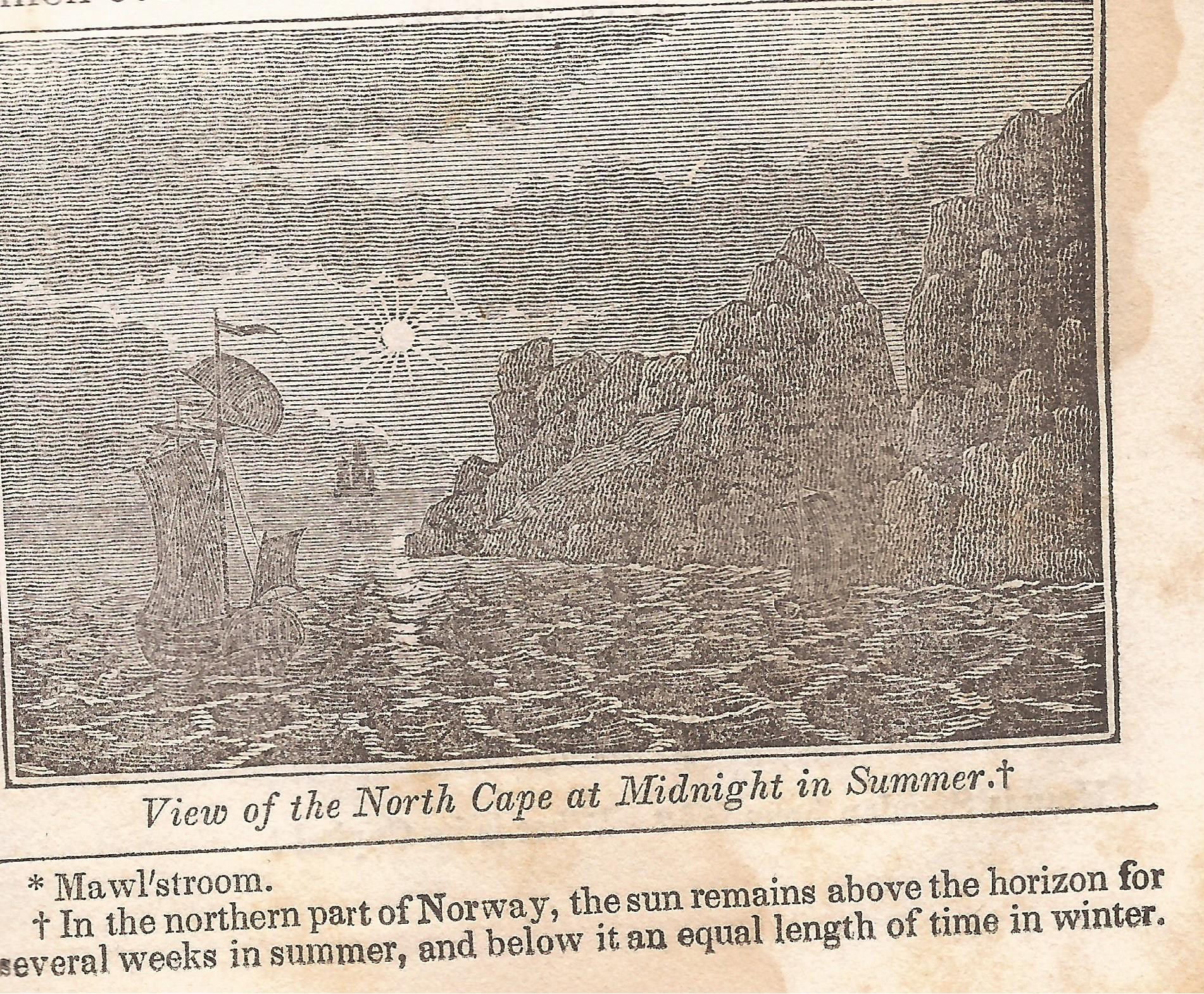
Capul nord în 1837, imagine dintr-un manual școlar

Capul Nord a fost numit astfel de către englezul Steven Borough⁠(d), căpitanul vasului Edward Bonaventure, care a trecut pe aici în 1553, în căutarea Trecerii de Nord-Est⁠(d).

### Al Doilea Război mondial
În 1943, s-a dat Bătălia de la Capul Nord⁠(d) în Oceanul Arctic în largul acestui promontoriu, unde nava de luptă a Kriegsmarine Scharnhorst⁠(d) a fost în cele din urmă scufundată de tunurile navei HMS Ducele de York⁠(d) și de torpilele distrugătorului Marinei Norvegiene⁠(d) HNoMS Stord⁠(d), și de alte nave ale Marinei Britanice.

### Controversa taxei de intrare
Guvernul norvegiei a cerut în 2011 reducerea taxei de intrare pe platou. La momentul respectiv, un bilet pentru adulți costa între 160 și 235 kr. taxa nu a fost redusă, în schimb a crescut ușor. Adesea este ceață (întrucât platoul este mai sus decât plafonul de nori⁠(d) mediu), ceea ce obturează priveliștea frumoasă. Nu există nici o reducere pentru această situație, dar biletul este valabil pentru intrări multiple timp de 48 de ore.

## Sport și agrement
Cursa de marș Trans Europa⁠(d) din 2009 a dat startul în Bari, Italia, și s-a terminat la Capul Nord. Distanța totală a fost de 4485 kilometri.
Prima etapă din Cursa Arctică a Norvegiei din 2014 s-a ținut la Capul Nord, la 14 august 2014. Cursa de biciclete a început în Hammerfest, terminându-se pe Capul Nord și a fost câștigată de norvegianul Lars Petter Nordhaug de la Blanco Pro Cycling cu un timp de 4 ore, 51 minute și 3 secunde.
Recordul de ciclism de la nordul la sudul Norvegiei, de la Capul Nord la Lindesnes, este de 4 zile, 22 ore și 18 minute, fiind efectuat de un grup de cinci bărbați din Rye, Oslo, în luna iulie 2003.